# Лобаново (Курганская область)
Лоба́ново — село в Катайском районе Курганской области России, входит в состав Верхнетеченского сельсовета. Расположено на берегах реки Течи.

## География
Село расположено на берегах реки Течи, правом притоке Исети, в 48 километрах (60 км по автодороге) к югу от районного центра города Катайска, в 189 километрах (238 км по автодороге) к северо-западу от областного центра города Кургана. Восточнее села, на берегу Течи, расположен Ложечный бор, простирающийся до деревни Анчугово.

## История
Датой основания считается 1719 год. Деревня возникла на землях Далматова Свято-Успенского мужского монастыря. В монастырской дворовой переписи 1719 года Дмитрия Рукина, достоверность которой в 1722 году подтвердил полковник князь Иван Васильевич Сонцов-Засекин указаны Ложечные дворы на верху речки Течи, в которой жил Аника Артёмьев Черемных, который считается основателем села Лобаново, а Ложечные дворы — первоначальным названием Лобаново. В деревне было 2 двора. По переписи 1727 года ему было 80 лет. Во дворе с Аникием записаны два его взрослых сына Степан и Иван (23 и 34 лет), зять Филипп 50 лет. Во втором дворе жил Аникин сын Семён 40 лет. В переписи 1744 годазаписано, что его потомки отписаны в контору барона Строганова.
В XIX веке село Лобановское входило в Верх-Теченскую волость Шадринского уезда Пермской губернии.
С января 1914 года была образована Лобановская волость Шадринского уезда, в состав волости входило только одно село.
В июле 1918 года установлена белогвардейская власть. (11 июля 1918 года, после боя за г. Далматов, красный 4-й Уральский стрелковый полк начал отход к с. Катайскому, к 25 июля 1918 года красные отступили из Катайска к Каменску.)
В июле 1919 года восстановлена Советская власть (23 июля 1919 года красные вошли в Каменск, 28 июля 1919 года — атаковали Далматов). На улице Советской расположена могила участника Гражданской войны бойца отряда особого назначения Павла Андреевича Кожевникова (1893—1919). Памятник ему является объектом культурного наследия регионального значения.
В 1919 году был образован Лобановский сельсовет.
Постановлением III Екатеринбургского губернского съезда Советов в октябре 1920 года Лобановская волость передана во вновь образованный Каменский уезд. Постановлением ВЦИК от 6 июля 1922 года Каменский уезд упразднён, волость возвращена в Шадринский уезд.
На основании постановлений ВЦИК от 3 ноября и 12 ноября 1923 года в составе Шадринского округа Уральской области образован Верхтеченский район, в состав которого вошёл Лобановский сельсовет. 10 июня 1931 года сельсовет передан в Катайский район, а 18 января 1935 года — в Уксянский район.
Решением Курганского облисполкома № 90 от 17 марта 1961 года Лобановский сельсовет упразднён. Деревня Лобанова вошла в состав вновь образованного Казанцевского сельсовета Катайского района. 1 февраля 1963 года Катайский район район упразднён, Казанцевский сельсовет вошёл в укрупнённый Далматовский сельский район.
Решением Курганского облисполкома № 413 от 9 декабря 1963 года образован Лобановский сельсовет. Законом Курганской области № 125 от 31 октября 2018 года Лобановский сельсовет был упразднён с 17 ноября 2018 года. Село Лобаново вошло в состав Верхнетеченского сельсовета.
В годы Советской власти жители работали в колхозе «Путь Ильича». В 1961 году колхоз вошёл в состав Белоярского мясо-молочного совхоза.
Жители села пострадали результате санкционированного и аварийного сброса жидких радиоактивных отходов ПО «Маяк» в реку Теча.

## Церковь
В селе была Николаевская церковь. Документы за 1887—1916 годы (23 единицы хранения) хранятся в ГКУ «Государственный архив в г. Шадринске».
Здание церкви сохранилось, частично разрушено.

## Школа
В 1884-85 учебном году заведующий Верх-Теченским училищем предложил лобановским крестьянам открыть в деревне школку грамотности. В первый год в ней обучалось 42 мальчика и 1 девочка, первой учительницей назначена Помазкина Анна Анисимовна. В 1890 году школа передана под надзор церкви и стала называться церковно-земской школой грамоты. В 1900 году школа грамоты была преобразована в земское одноклассное училище с трёхлетним сроком обучения.
В 1911 году на восточной окраине села в «Заречье» была построена начальная школа. В школе обучались дети с 1 по 4 классы, а с сентября 1940 года школа была преобразована в семилетнюю.
В 1958 году началось строительство новой школы, которое закончилось в ноябре 1960 года. В 1961 году школа стала восьмилетней. В 1968 году силами колхоза был построен пришкольный интернат на 40 мест. В ночь на 6 февраля 1973 года пожар уничтожил здание школы.
К концу 1973 года совхозом построен новый школьный комплекс, к которому в 1979 году были пристроены спортивный зал и мастерская для уроков технического труда. В 1990 году школа стала девятилетней. Сначала школа носила статус неполной средней, позднее Лобановской основной общеобразовательной.
7 октября 2013 года МКОУ «Лобановская ООШ» ликвидировано, правопреемником стало МКОУ «Верхнетеченская средняя общеобразовательная школа» имени героя Советского Союза М. С. Шумилова.

## Общественно-деловая зона
- Объект культурного наследия регионального значения «Братская могила» (индивидуальная могила Павла Андреевича Кожевникова (1893—1919)), улица Советская, создан в 1919 году. В 1988 году памятник был заменён на новый. В 2012 году памятник реставрирован. Между 2014 и 2019 заменён на новый.
- Четырёхгранный обелиск, увенчанный пятиконечной звездой. На гранях памятника прикреплены плиты с фамилиями погибших в Великой Отечественной войне. Имеет металлическое ограждение, создан в 1965 году[9].
- Кладбище, расположено в западной части села.
- Два пруда, расположены в южной части села.

## Население
| 1869 | 1904  | 1920  | 1926  | 1989 | 2002 | 2010 |
| ---- | ----- | ----- | ----- | ---- | ---- | ---- |
| 1022 | ↗1315 | ↗1540 | ↗1652 | ↘438 | ↘335 | ↘247 |

Национальный состав
- По данным переписи населения 2002 года проживало 335 человек, из них русские — 89 %.
- По данным переписи 1926 года в селе Лобановское было 358 хозяйств с населением 1652 человека (мужчин — 786, женщин — 866), все русские.